# Papa Alexandre III
Alexandre III, nascido Rolando Bandinelli (Siena, c. 1100 — Civita Castellana, 30 de agosto de 1181) foi Papa de 20 de setembro de 1159 até a data de sua morte.
Da família Cerretani Bandinelli Paparoni, nasceu em Siena, ensinou direito canónico na universidade de Bolonha, onde escreveu Summa Magistri Rolandi, comentários sobre Decretum Gratiani.[carece de fontes?]
Em outubro de 1150 foi ordenado deão de S. Cosme e Damião; depois cardeal em S. Marcos. Por esta altura escreveu as suas Sentenças com base na Introductio ad theologiam de Pedro Abelardo.[carece de fontes?]

## Pontificado
Alexandre III foi o primeiro de muitos advogados que se tornaram papas. Infelizmente, sua eleição provocou um cisma de vinte anos entre os que lhe eram leais e aqueles leais aos três antipapas apoiados pelo sacro imperador Frederico Barbarossa (ou "Barba Ruiva"). Ele é também o papa que impôs uma penitência ao rei inglês, Henrique II, pelo assassinato de Tomás Becket (1172) e convocou, em 1179, o Terceiro Concílio de Latrão, que decretou a necessidade da maioria de dois terços de cardeais para a eleição papal.[carece de fontes?]
Nascido Orlando (ou Rolando) Bardinelli, serviu como chanceler e núncio apostólico sob o antecessor, Adriano IV, e era cardeal-sacerdote quando o elegeram papa. Um pequeno número de cardeais pró-imperiais (talvez sete) votou no Cardeal Otaviano de Monticelli, mas a maioria (é provável que 22) apoiou o cardeal Bandinelli. Como havia um acordo de que a eleição seria unânime, iniciou-se uma briga violenta. Armados, os partidários do cardeal Otaviano irromperam na reunião e arrancaram o manto papal vermelho dos ombros de Orlando; e o novo papa teve de procurar refúgio na fortaleza do Vaticano, ao lado da Basílica de São Pedro. Os partidários de Otaviano conduziram-no em triunfo à Basílica de Latrão. Alexandre III foi consagrado bispo de Roma três semanas mais tarde, em 20 de setembro, em Ninfa, a sudeste de Velletri, pelo Bispo de Óstia. Otaviano foi consagrado como Vítor IV na abadia imperial de Farfa, a nordeste de Roma, em 4 de outubro.
Em consequência disso, em fevereiro de 1160, o imperador reuniu, em Pavia, um sínodo de cerca de cinquenta bispos alemães e italianos, que aprovou Vítor IV e excomungou Alexandre III. O papa já havia excomungado Vítor IV e, em 24 de março, condenou o imperador Frederico. Em outubro, os bispos e os priores das ordens monásticas da maioria dos países ocidentais reuniram-se em Toulouse na presença do rei Henrique II e do rei Luís VII (que já haviam se manifestado em favor de Alexandre, no Concílio de Beauvais, em julho), ouviram argumentos a favor dos dois pretendentes ao trono papal, declararam seu apoio a Alexandre III e condenaram Vítor IV. Devido à oposição imperial na Itália, o papa mudou-se para a França em abril de 1162, acabando por se instalar em Sens (juntamente com sua Cúria), de 1163 a 1165. A convite do povo, voltou a Roma em novembro de 1165, mas não pôde impedir a recoroação de Frederico e a coroação de sua mulher Beatriz I da Borgonha como imperatriz, em 1167, pelo antipapa Pascoal III (eleito, depois da morte do antipapa Vítor IV em 1164, em cerimônia realizada por dois cardeais cismáticos, dois bispos alemães e o prefeito de Roma). Um terceiro antipapa, Calisto III, foi eleito em 1168 e serviu até 1178, quando se submeteu a Alexandre III.
Posteriormente, Alexandre III, mudou-se para Benevento. Enquanto permaneceu ali, a posição política do papa melhorou gradativamente. Quando a Liga Lombarda das cidades do norte da Itália derrotou Frederico, em Legnano, em 1176, com o apoio do papa (o que fez com que a liga desse à nova cidade o nome Alexandria, em homenagem a ele), o imperador dispôs-se a negociar. Em Veneza, ele e o papa concordaram que seria suspensa a excomunhão de Frederico e este, em troca, reconheceria Alexandre como papa. Alexandre não só impôs sanções ao rei Henrique II da Inglaterra pelo assassinato de Tomás Becket, mas também confirmou o rei de Portugal em seu trono e pronunciou um interdito contra o rei da Escócia e seu reino por interferências nas nomeações eclesiásticas.
De 05 a 19 de março de 1179, Alexandre III presidiu o Terceiro Concílio de Latrão, que encerrou o cisma, de forma definitiva. O concílio também decretou a necessidade da maioria de dois terços de cardeais para a eleição de um papa; encorajou universidades e escolas catedrais; e permitiu o castigo dos hereges (em especial dos cátaros, ou albigenses, no sul da França). Logo depois do concílio, entretanto, a comuna popular forçou o papa a sair de Roma e, em setembro de 1179, um quarto antipapa, Inocêncio III, foi empossado e logo derrotado. Alexandre passou os dois últimos anos em diversas partes dos Estados pontifícios e morreu em 30 de agosto de 1181, em Cività Castellana, cerca de 48 km ao norte de Roma. Seu corpo foi levado de volta a Roma para o sepultamento na Basílica de Latrão, mas os cidadãos o profanaram antes.